# 艾暢
艾暢，字至堂， 清江西東鄉人，生卒年不詳。
艾暢初以舉人官臨江教授，補廣東博羅知縣，在官一年即乞歸。道光二十年成進士。工詩古文，兼通經學。著有《詩義求經》、《論語別注》、《至堂詩鈔》等。